# Reprezentacja Izraela na Mistrzostwach Świata w Narciarstwie Klasycznym 2011
Reprezentacja Izraela na Mistrzostwach Świata w Narciarstwie Klasycznym 2011 liczy 1 sportowca.

## Medale

### Złote medale
Brak

### Srebrne medale
Brak

### Brązowe medale
Brak

## Wyniki

### Biegi narciarskie mężczyzn
Bieg na 15 km
- Daniel Kuzmin - odpadł w kwalifikacjach

Sprint
- Daniel Kuzmin - odpadł w kwalifikacjach